# Высшая лига КВН 1986/1987
Сезон Высшей лиги КВН 1986/1987 годов — первый сезон возрождённого телевизионного КВН.
После объявления в апреле 1985 года Перестройки пришла идея возродить телевизионный КВН, который был закрыт в 1972 году. Авторами идеи стали Андрей Меньшиков, капитан команды МИСИ 60-х, и Борис Салибов, драматург, который играл в то время за одесскую команду. Разрабатывая идею, они посоветовались с основателями КВН Альбертом Аксельродом, Сергеем Муратовым и Михаилом Яковлевым и пригласили на роль ведущего Александра Маслякова. Сначала Салибов предложил, чтоб КВН вели два компьютера: «Саша» и «Света», но идея не была принята. У нового КВН появился новый гимн — песня «Снова в нашем зале» на слова Салибова и мелодию Владимира Шаинского, премьера которой состоялась перед началом второй игры в исполнении автора музыки и участников команды МИСИ.
В каждой игре проводились новые эксперименты и пробовались новые конкурсы. Руководителем и режиссёром был назначен Меньшиков, вместе с Салибовым он разрабатывал идеи для сценариев игр. Масляков в первом сезоне был не только ведущим, но и редактором.
В сезон было решено пригласить шесть команд, которых Салибов и Меньшиков выбрали из 70 просмотренных, причём шестая команда определилась уже после проведения двух первых игр сезона. Ей стала команда Московского химико-технологического института, которой предстояло встретиться с командой Одесского государственного университета. Свою первую игру москвичи проиграли, но смогли всё таки пробиться в полуфинал, выиграв в утешительной игре у команд Севастопольского приборостроительного и Московского инженерно-строительного институтов. В полуфинале «химики» одержали очередную победу, на этот раз над командой Уральского политехнического института, и вышли в финал, где опять встретились с командой Одессы, обыгравшей в своём полуфинале Воронежский инженерно-строительный институт. Как и в четвертьфинале, одесситы вновь обыграли МХТИ, став первыми чемпионами возрождённого Клуба весёлых и находчивых.

## Состав
В сезон Высшей лиги 1986/1987 были приглашены шесть команд:
1. МИСИ (Москва)
2. ВИСИ (Воронеж)
3. СПСИ (Севастополь) — использовалось также название СПИ
4. Уральские дворники (Свердловск) — выступали под названием УПИ, название «Уральские дворники» появилось в сезоне 1989 года
5. Одесские джентльмены (Одесса) — официально выступали под названием ОГУ, название «Клуб джентльменов Одесского государственного университета», или просто «Одесские джентльмены» в последующих сезонах тоже стало официальным
6. МХТИ (Москва)

Чемпионом сезона стала команда КВН «Одесские джентльмены».

## Игры

### Четвертьфиналы
Первый четвертьфинал
- Дата игры: 13 мая 1986 (Эфир: 25 мая 1986)
- Тема игры: Строительство клуба
- Команды: МИСИ (Москва), ВИСИ (Воронеж)
- Жюри: Альберт Аксельрод, Ефим Аглицкий, Светлана Жильцова, Юрий Макаров, Андрей Меньшиков, Сергей Муратов, Евгений Окс, Борис Салибов, Алексей Сивицкий, Владимир Соловьёв, Юрий Тимянский, Эдуард Успенский, Валерий Хаит, Николай Шкопоров, Михаил Яковлев
- Конкурсы: Приветствие («Заявка на участие»), Разминка («Наболевшие вопросы, наболевшие ответы»), Добро пожаловаться, Капитанский конкурс («Экзамен по…»), Домашнее задание («Мы строим наш клуб»)

| Команда | Приветствие | Разминка | общий | Жалобы | общий | Капитанский | общий | ДЗ | Итого |
| ------- | ----------- | -------- | ----- | ------ | ----- | ----------- | ----- | -- | ----- |
| МИСИ    | 0           | 0        | 0     | 1      | 1     | 0           | 1     | 1  | 2     |
| ВИСИ    | 1           | 1        | 2     | 0      | 2     | 1           | 3     | 0  | 3     |

Результат игры:
1. ВИСИ
2. МИСИ

- Игру вели «секунданты» от обеих команд: Светлана Золотарёва (ВИСИ) и Роман Кукшев (МИСИ). Сам Масляков всю игру работал в качестве комментатора для телезрителей, и на сцену вышел только в конце игры.
- Члены жюри сидели в отдельной комнате и смотрели выступления команд по телевизору. Вместо оценок каждый член жюри голосовал за ту или иную команду. Команда, набравшая большинство голосов, получала один балл за конкурс.
- В начале эфира были показаны фрагменты КВН 60-х годов и фрагменты интервью о КВН со случайными прохожими, а также со знаменитостями: Элем Климов, Николай Озеров, Геннадий Хазанов, Светлана Жильцова. Затем были показаны номер «КВН '86 о КВН '68» в исполнении команды КВН МИСИ, фрагменты заявок от команд МАИ, МЭИ и МИНХиГП, и заявка команды ОГУ полностью.
- Капитанский конкурс капитаны играли с помощниками. От команды МИСИ: Алексей Лытаев и Алексей Ёрш. От команды ВИСИ: Олег Песков и Виктор Трофимов.
- В своём домашнем задании команда ВИСИ показала номер «Вываливай!»

Второй четвертьфинал
- Дата игры: 18 ноября 1986
- Тема игры: Вступлю в КВН
- Команды: СПСИ (Севастополь), УПИ (Свердловск)
- Жюри: Артур Шедловский, Виктор Трофимов, Юрий Макаров, Эдуард Успенский, Виталий Песков, Андрей Миронов, Владимир Шаинский, Борис Салибов, Ярослав Голованов
- Конкурсы: Разминка («Обмен по договорённости»), Добро пожаловаться, Капитанский конкурс («Замещение должностей»), Конкурс подарков («Реклама — двигатель прогресса»), Домашнее задание («КВНу требуется!..»)

| Команда | Разминка | Жалобы | общий | Капитанский | общий | Подарки | общий | ДЗ | Итого |
| ------- | -------- | ------ | ----- | ----------- | ----- | ------- | ----- | -- | ----- |
| СПСИ    | 0        | 0      | 0     | 1           | 1     | 1       | 2     | 0  | 2     |
| УПИ     | 1        | 1      | 2     | 0           | 2     | 0       | 2     | 1  | 3     |

Результат игры:
1. УПИ
2. СПСИ

- Перед игрой состоялась премьера песни «Мы начинаем КВН», сразу ставшей гимном клуба.
- Игру вели Александр Масляков и участницы команды МИСИ Надежда Куприянова и Ольга Коняхина.
- В жюри присутствовали два представителя от команд-участниц первой игры — Артур Шедловский от команды МИСИ и Виктор Трофимов от команды ВИСИ.
- Вместо оценок каждый член жюри голосовал за ту или иную команду. Команда, набравшая большинство голосов, получала один балл за конкурс.
- Игра началась с приветствия на тему «Вступлю в КВН». Оно не оценивалось.
- Своё выступление на этой игре показали и команда МИСИ.
- Капитанский конкурс играли Александр Белов (УПИ) и Геннадий Трегубов (СПСИ).
- За команду УПИ выступал Вадим Самойлов, будущий сооснователь группы «Агата Кристи», исполнив несколько песен в различных конкурсах, в том числе и песню «Здравствуй, здравствуй, КВН».[2]
- В конкурсе подарков каждая из команд должна была подарить соперникам необычный товар. Соперники должны были придумать сценку, посвящённую этому товару. Команда СПСИ показала номер «Holidays in Prostokvashino» — рекламный ролик упора для обуви под названием «жук-рогач», предложенного командой УПИ.

Третий четвертьфинал
- Дата игры: 4 декабря 1986
- Тема игры: Подарки
- Команды: Одесские джентльмены (Одесса), МХТИ (Москва)
- Жюри: Александр Белов, Геннадий Трегубов, Юрий Макаров, Виталий Песков, Эдуард Успенский, Владимир Шаинский, Борис Салибов, Ярослав Голованов, Гарри Каспаров
- Конкурсы: Разминка («Дарственная надпись»), Добро пожаловаться, Капитанский конкурс («Капитанское двоеборье»), Конкурс подарков («Дарёному коню…»), Домашнее задание («Подарок Клубу весёлых и находчивых»)

| Команда              | Разминка | Жалобы | общий | Капитанский | общий | Подарки | общий | ДЗ | Итого |
| -------------------- | -------- | ------ | ----- | ----------- | ----- | ------- | ----- | -- | ----- |
| Одесские джентльмены | 0        | 0      | 0     | 1           | 1     | 1       | 2     | 0  | 2     |
| МХТИ                 | 1        | 1      | 2     | 0           | 2     | 0       | 2     | 1  | 3     |

Результат игры:
1. Одесские джентльмены
2. МХТИ

- Игру вели Александр Масляков и участница команды МИСИ Надежда Куприянова.
- В жюри присутствовали два представителя от команд-участниц второй игры — Александр Белов от команды УПИ и Геннадий Трегубов от команды СПСИ.
- Вместо оценок каждый член жюри голосовал за ту или иную команду. Команда, набравшая большинство голосов, получала один балл за конкурс.
- Игра началась с внеконкурсного приветствия.
- Капитанский конкурс играли Светослав Пелишенко (ОГУ) и Михаил Марфин (МХТИ).
- В конкурсе «Добро пожаловаться» одесситы показали свою «Чёрную кошку», пародию на фильм «Место встречи изменить нельзя».
- В домашнем задании одесситов Ян Левинзон выступил с монологом «Красота — страшная сила».

По итогам трёх первых игр в полуфиналы прошли три победителя. Четвёртый полуфиналист определился в утешительной игре между проигравшими командами.

### Утешительная игра
- Дата игры: 13 февраля 1987
- Тема игры: Переэкзаменовка
- Команды: МИСИ (Москва), СПСИ (Севастополь), МХТИ (Москва)
- Жюри: Гарри Каспаров, Юрий Макаров, Юрий Рост, Виталий Коротич, Ярослав Голованов, Александр Ворошило, Виталий Песков, Эдуард Успенский
- Конкурсы: Музыкальный конкурс («Треугольный ринг»), Добро пожаловаться, Разминка («Наука и жизнь»), Капитанский конкурс («Научное открытие»), Домашнее задание («День открытых дверей»)

| Команда | Муз. конкурс | Жалобы | общий | Разминка | общий | Капитанский | общий | ДЗ  | Итого |
| ------- | ------------ | ------ | ----- | -------- | ----- | ----------- | ----- | --- | ----- |
| МИСИ    | 3,3          | 3,8    | 7,1   | 4,5      | 11,6  | 4           | 15,6  | 4,8 | 20,4  |
| СПСИ    | 3,5          | 4,6    | 8,1   | 3,1      | 11,2  | 4,8         | 16    | 4,5 | 20,5  |
| МХТИ    | 3,4          | 4,8    | 8,2   | 4,8      | 13    | 3,6         | 16,6  | 5   | 21,6  |

Результат игры:
1. МХТИ
2. СПСИ
3. МИСИ

- Эфир начался с видеономера команды КВН журфака МГУ, которая ответила на критику КВН в газетах.
- На этот раз конкурсы игрались в случайном порядке. Каждый из капитанов команд подходил к Маслякову и выбирал билет, на котором было написано, какой конкурс будет следующим. Домашние задания команд игрались между конкурсами.
- Это первая игра возрождённого КВН, в которой были использованы таблички с оценками. У членов жюри были только три таблички: «Удовлетворительно» (3), «Хорошо» (4) и «Отлично» (5).
- Также, впервые в возрождённом КВН состоялась игра с участием более двух команд.
- На игре с заявкой выступили команды НГУ и БСХИ.
- Капитанский конкурс играли Геннадий Трегубов (СПСИ), Всеволод Титов (МИСИ) и Михаил Марфин (МХТИ).
- В рамках конкурса «Добро пожаловаться» команда СПСИ показала второй номер из серии фильмов с дубляжём на русский язык — на этот раз это была пародия на итальянский сериал «Спрут».
- На этой игре команда МХТИ показала пародию на Михаила Жванецкого («Маленький Жванецкий»).
- Это единственная игра Высшей лиги, в которой не была сыграна ни одна из вариаций конкурса «приветствие» (вроде обычной «визитной карточки», внеконкурсного «приветствия» или «фристайла»).

### Полуфиналы
Первый полуфинал
- Дата игры: 28 марта 1987
- Тема игры: Первая полуфинальная встреча
- Команды: МХТИ (Москва), УПИ (Свердловск)
- Жюри: Андрей Кнышев, Юрий Макаров, Виталий Песков, Эдуард Успенский, Александр Иванов, Юрий Рост, Борис Салибов, Ярослав Голованов, Владимир Шаинский, Олег Пивоваров
- Конкурсы: Приветствие («Приветственные слова»), Разминка («Пословицы и поговорки»), Добро пожаловаться, Капитанский конкурс («Ода победителю»), Музыкальный конкурс («Песня о том, о чём ещё песен не сложено»), Домашнее задание («Последний пункт на повестке дня»)

| Команда | Приветствие | Разминка | общий | Жалобы | общий | Капитанский | общий | Муз. конкурс | общий | ДЗ  | Итого |
| ------- | ----------- | -------- | ----- | ------ | ----- | ----------- | ----- | ------------ | ----- | --- | ----- |
| МХТИ    | 4,4         | 0,1      | 4,5   | 4,8    | 9,3   | 4,6         | 13,9  | 4,8          | 18,7  | 3,3 | 22    |
| УПИ     | 4,9         | 0        | 4,9   | 3,5    | 8,4   | 4           | 12,4  | 4            | 16,4  | 4,9 | 21,3  |

Результат игры:
1. МХТИ
2. УПИ

- На разминке команды играли за 0,1 балла.
- Музыкальный конкурс был импровизационным. Каждая команда должна была написать песню на мелодию, предложенную соперником, а также предложить вариант на собственную мелодию. В этом конкурсе команда МХТИ спела «Песню об очереди». После выступлений команд к роялю вышел Владимир Шаинский и предложил свой вариант песни на мелодию, написанную москвичами.
- На этой игре команда УПИ показала домашнее задание «Молодёжное кафе»[3].
- Капитанский конкурс играли Михаил Марфин (МХТИ) и Леонид Ямпольский (УПИ).

Второй полуфинал
- Дата игры: 30 апреля 1987
- Тема игры: Весеннее свидание
- Команды: ВИСИ (Воронеж), Одесские джентльмены (Одесса)
- Жюри: Андрей Кнышев, Юрий Макаров, Виталий Песков, Эдуард Успенский, Олег Пивоваров, Юрий Рост, Владимир Шаинский, Ярослав Голованов, Юрий Ростовцев, Сергей Рогожкин
- Конкурсы: Приветствие («Приветственные слова»), Добро пожаловаться, Капитанский конкурс («Мой современник»), Литературный конкурс («Театральные премьеры»), Домашнее задание («Клуб весёлых и находчивых переходит на летнее время»)

| Команда              | Приветствие | Жалобы | общий | Капитанский | общий | Лит. конкурс | общий | ДЗ | Итого |
| -------------------- | ----------- | ------ | ----- | ----------- | ----- | ------------ | ----- | -- | ----- |
| ВИСИ                 | 4,1         | 3,5    | 7,6   | 3,7         | 11,3  | 4,5          | 15,8  | 4  | 19,8  |
| Одесские джентльмены | 5           | 4,6    | 9,6   | 3,9         | 13,5  | 4,5          | 18    | 5  | 23    |

Результат игры:
1. Одесские джентльмены
2. ВИСИ

- На игре с заявкой выступила команда МФТИ.
- В конкурсе «Театральные премьеры» ВИСИ показали пьесу «Приключения мультипликационных героев в „ужасной Америке“». ОГУ показали номер «Выборы Ивана Ивановича», который по причинам цензуры того времени чуть не вырезали из эфира[4]:

Едкая пародия на выдвижение кандидата, которого не знают ни выдвигающие, ни выбирающие, в таком виде, в каком она была показана на игре, в эфир выйти, конечно, не могла. И ситуация при монтаже была исправлена поистине нетривиальным образом. Надо сказать, что цензура в КВНе в том самом первом сезоне была умопомрачительная. Вырезать этот конкурс можно было только целиком, против чего телевизионная группа встала насмерть. И тогда начальство предложило не вырезать, а дополнить!..
— Как? Вновь поставить декорацию, собрать зал, вызвать команду?..
— Вам виднее — вы люди опытные.
Ничего — дополнили. Вызвали двоих членов одесской команды, которые на крупном-крупном плане, не позволявшем разглядеть фон, сказали о том, как нехорошо подчас у нас ещё проводятся выборы в комсомольских организациях: С этого момента и начиналась в эфире сценка, которая через мгновение не оставляла у зрителя никаких сомнений в том, что ни о каком комсомоле в ней речи нет.
- Капитанский конкурс играли Светослав Пелишенко (ОГУ) и Олег Песков (ВИСИ).

### Финал
- Дата игры: 8 июня 1987[5]
- Тема игры: Финал первого сезона
- Команды: МХТИ (Москва), Одесские джентльмены (Одесса)
- Жюри: Всеволод Титов, Аркадий Арканов, Фазиль Искандер, Александр Иванов, Владислав Ромин, Эльдар Рязанов, Андрей Дементьев, Ярослав Голованов, Гарри Каспаров
- Конкурсы: Приветствие («Прощание с сезоном»), Разминка («Незавершённая ситуация»), Спортивный конкурс, Домашнее задание («Студент-87»), Добро пожаловаться («Реплика по поводу»), Конкурс ассоциаций, Капитанский конкурс

| Команда              | Приветствие | Разминка | общий | Спортивный | общий | ДЗ  | общий | Жалобы | общий | Ассоциации | общий | Капитанский | Итого |
| -------------------- | ----------- | -------- | ----- | ---------- | ----- | --- | ----- | ------ | ----- | ---------- | ----- | ----------- | ----- |
| МХТИ                 | 4,1         | 3,4      | 7,5   | 3,6        | 11,1  | 4,4 | 15,5  | 4,2    | 19,7  | 4,1        | 23,8  | 4,1         | 27,9  |
| Одесские джентльмены | 4,6         | 4,6      | 9,2   | 3,4        | 12,6  | 3,9 | 16,5  | 4,7    | 21,2  | 4,2        | 25,4  | 4,8         | 30,2  |

Результат игры:
1. Одесские джентльмены
2. МХТИ

Команда «Одесские джентльмены» стала первым чемпионом возрождённой Высшей лиги КВН.
- Капитанский конкурс играли Михаил Марфин (МХТИ) и Светослав Пелишенко (ОГУ).
- Эльдар Рязанов за приветствие поставил команде МХТИ «4» из-за монолога в стиле Жванецкого, и в своей речи после этого конкурса советовал отменить все домашние заготовки, так как, по его мнению, многие тексты могут быть написаны профессионалами[6].
- Это первая игра, которая не закончилась домашним заданием. Игры КВН проводились в подобном формате до полуфиналов следующего сезона.
- В спортивном конкурсе команды должны были придумать мировые рекорды, которые можно установить с помощью предложенных им предметов спортивного инвентаря. В конкурсе ассоциаций участники команд по очереди должны были предлагать сопернику слова, на которые нужно было придумать ассоциацию и объяснение к ней.
- В конце игры команда МХТИ спела прощальную песню «Это не прощание».
- Одесситы получили главный приз сезона — телевизор.

## Члены жюри
В сезоне 1986/1987 игры Высшей лиги КВН судили 38 человек.
6 игр
- Ярослав Голованов
- Юрий Макаров
- Эдуард Успенский

5 игр
- Виталий Песков

4 игры
- Борис Салибов
- Владимир Шаинский

3 игры
- Гарри Каспаров
- Юрий Рост

2 игры
- Александр Иванов
- Андрей Кнышев
- Олег Пивоваров

1 игра
- Ефим Аглицкий
- Альберт Аксельрод
- Аркадий Арканов
- Александр Белов
- Александр Ворошило
- Андрей Дементьев
- Светлана Жильцова
- Фазиль Искандер
- Виталий Коротич
- Андрей Меньшиков
- Андрей Миронов
- Сергей Муратов
- Евгений Окс
- Сергей Рогожкин
- Владислав Ромин
- Юрий Ростовцев
- Эльдар Рязанов
- Алексей Сивицкий
- Владимир Соловьёв
- Юрий Тимянский
- Всеволод Титов
- Геннадий Трегубов
- Виктор Трофимов
- Валерий Хаит
- Артур Шедловский
- Николай Шкопоров
- Михаил Яковлев